# 坦氏刺尾魚
坦氏刺尾魚，為輻鰭魚綱鱸形目刺尾魚亞目刺尾魚科的其中一個種。

## 分布
本魚分布於印度洋區，包括東非、留尼旺、塞席爾群島、葛摩、斯里蘭卡、印度、印尼、馬爾地夫等海域。

## 深度
水深1至40公尺。

## 特徵
本魚體呈橢圓形而側扁。頭小，頭背部輪廓隨著成長而略凸出。口小，端位，上下頜各具一列扁平齒，齒固定不可動，齒緣具缺刻。體為淡棕色，頭部及尾部較深，眼後方有一馬蹄形的黑色斑塊，背鰭及臀鰭基部咖啡色，尾柄硬棘部黑色且鑲淡藍色邊，尾鰭為半月狀，具淡藍色邊緣，背鰭硬棘9枚；背鰭軟條23至24枚；臀鰭硬棘3枚；臀鰭軟條22至23枚，體長可達31公分。

## 生態
本魚棲息在珊瑚礁區，屬草食性，以藻類為食，白天活動，幼魚會和其他種類的魚，如鸚哥魚成群活動。

## 經濟利用
為觀賞性魚類，具有雪卡魚中毒的紀錄。